# Hrazdan (città)
Hrazdan (in armeno Հրազդան?) è una città di circa 52 800 abitanti (2007) capoluogo della provincia di Kotayk in Armenia.